# Аннато

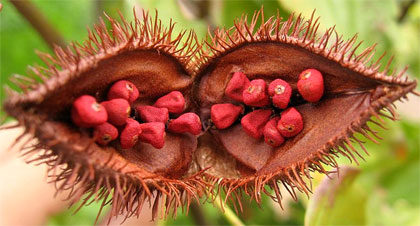
Анато

 Анато або бікса Орельяна (Bixa orellana) — невелике вічнозелене деревце або кущ, з глянсовим листям і дуже красивими квітами. Вирощується і як пряна, і як декоративна рослина. Рослина стала відома завдяки червоному пігменту, що міститься в насінні і широко використовується як харчовий барвник, альтернативний аналогічним синтетичним засобам. Барвник виходить шляхом екстракції його з насіння і використовується в порошкоподібній або пастоподібній формі.

## Назва
Бікса — походить від португальського слова bixa (низький), а Орельяна названа на честь дослідника Амазонки Франсиско де Орельяна. Місцеві найменування в Мексиці — achiote (з науатль), в Аргентині та Парагваї — urucú (з гуарані) або onoto.

## Опис
Аннато — маленьке дерево з великим глянцевим листям. Квітки маленькі рожеві п'ятипелюсткові, з безліччю тичинок, цвітуть тільки один день. Плоди — яскраво-червоні, сухі, колючі коробочки, які містять всередині червоне насінням, вкриті жорсткими волосками — так рослина захищає насіння від посягання травоїдних тварин. Коли насіння незрілі, коробочка закрита і на вигляд нагадує буковий горішок. У міру дозрівання насіння коробочка темніє, на поверхні з'являється тріщина, яка ділить її на дві частини. До моменту повного дозрівання коробочка розкривається навпіл, всередині знаходиться до п'ятдесяти насінин.

## Використання

### У кулінарії
Дозріле насіння промивають, висушують і використовують в кулінарії для ароматизації і підфарбовування різних страв і напоїв — використовується у латиноамериканській і філіппінській кухні для фарбування риби, м'яса, сирів і олії при додаванні в салати. Насіння аннато мають солодкувато — перцевий смак, аромат чимось нагадує мускатний горіх. Їх можна додавати у страву в процесі приготування або настоювати в гарячій воді, а потім цим настоєм підфарбовувати рис або овочі, бульйони, маринади. Порошок або пасту додають в маринади, страви з м'яса, рису, в сири і кондитерські вироби. У харчовій промисловості за допомогою натурального барвника надається апетитний вигляд копченій рибі і м'ясу, птиці, олії і маргарину.

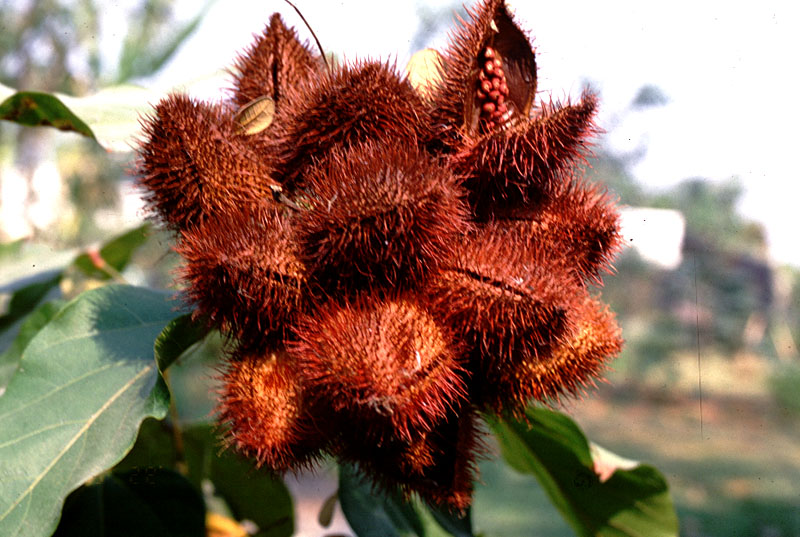
Анато, плід

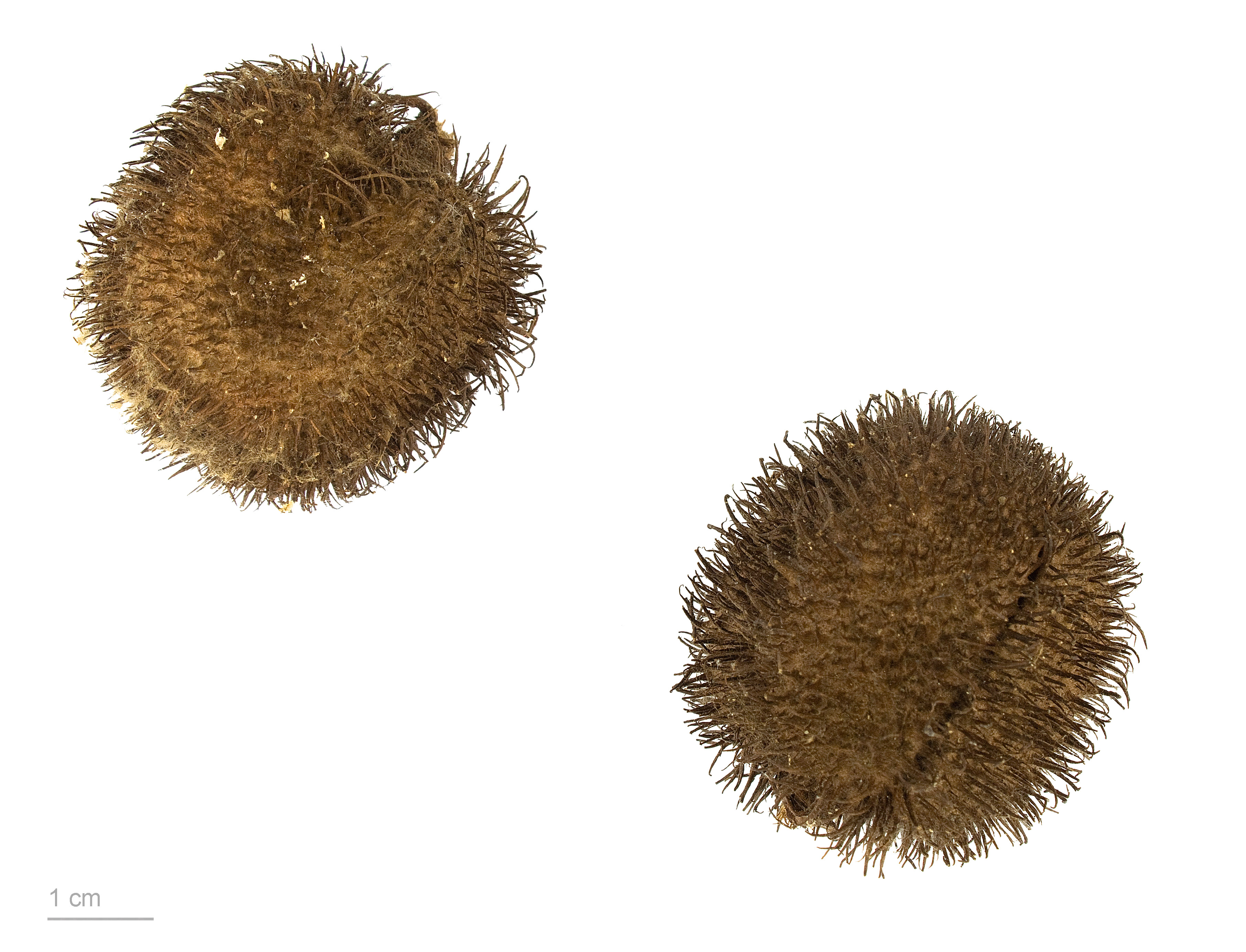
Bixa orellana — Тулузький музей

#### У побуті
Індіанці використовують цей барвник для розфарбовування тіла, особливо губ і волосся.

#### У медицині
Різні частини рослини використовуються при лікуванні наслідків сонячного удару, опіків і головних болів.
| Листок дуба | Це незавершена стаття з ботаніки. Ви можете допомогти проєкту, виправивши або дописавши її. |